# Lluís Maria de Puig
Lluís Maria de Puig i Olivé (ur. 29 lipca 1945 w Bascarze, zm. 12 grudnia 2012 w Gironie) – hiszpański i kataloński polityk i historyk, parlamentarzysta, w latach 2008–2010 przewodniczący Zgromadzenia Parlamentarnego Rady Europy.

## Życiorys
Studiował historię na uniwersytetach w Barcelonie, Gironie i Paryżu. Został profesorem historii współczesnej na Uniwersytecie w Gironie i Uniwersytecie Autonomicznym w Barcelonie, uzyskał doktorat honoris causa Uniwersytetu w Konstancji. Autor licznych artykułów naukowych i prasowych oraz 18 książek, w tym m.in. biografii Josepa Tarradellasa.
W 1974 zaangażował się w działalność Socjalistycznej Konwergencji Katalonii, przekształconej w 1976 w Partię Socjalistów Katalonii, należał do kierownictwa krajowego i lokalnego PSC. Działał także w Unión General de Trabajadores i w opozycji antyfrankistowskiej. W 1979 po raz pierwszy wybrany do Kongresu Deputowanych, uzyskiwał reelekcję w 1982, 1986, 1989, 1993, 1996 i 2000. Po wyborach w 2004 i 2008 zasiadał natomiast w krajowym Senacie z ramienia bloku Entesa Catalana de Progrés. W latach 1983–2011 zasiadał w Zgromadzeniu Parlamentarnym Rady Europy, kierował tam delegacją Hiszpanii i od 2004 frakcją socjalistów. Pełnił funkcję jego wiceprzewodniczącego (1993–1996) i przewodniczącego od 21 stycznia 2008 do 24 stycznia 2010. Kierował także zgromadzeniem parlamentarnym Unii Zachodnioeuropejskiej (do 2000) oraz katalońskim oddziałem Ruchu Europejskiego. W lutym 2011 zrezygnował z mandatu i wycofał się z polityki.

## Życie prywatne
Żonaty, miał dwoje dzieci. Jego imieniem nazwano jedną z sal biblioteki Uniwersytetu w Gironie, poświęcono mu także cykliczną imprezę.